# Кузнюрсоим
Кузнюрсоим (устар. Кузь-Нюр-Соим) — река в Берёзовском районе Ханты-Мансийского автономного округа. Устье реки находится в 21 км по правому берегу реки Нияю. Длина реки составляет 17 км.

## Данные водного реестра
По данным государственного водного реестра России относится к Нижнеобскому бассейновому округу, водохозяйственный участок реки — Северная Сосьва, речной подбассейн реки — Северная Сосьва. Речной бассейн реки — (Нижняя) Обь от впадения Иртыша.